# Paul Schondorf
Paul Karl Ernst Berthold Anton Schondorf (* 1. November 1873 in Güstrow; † 1949 in Konstanz) war ein deutscher Architekt und mecklenburgischer Baubeamter.

## Leben

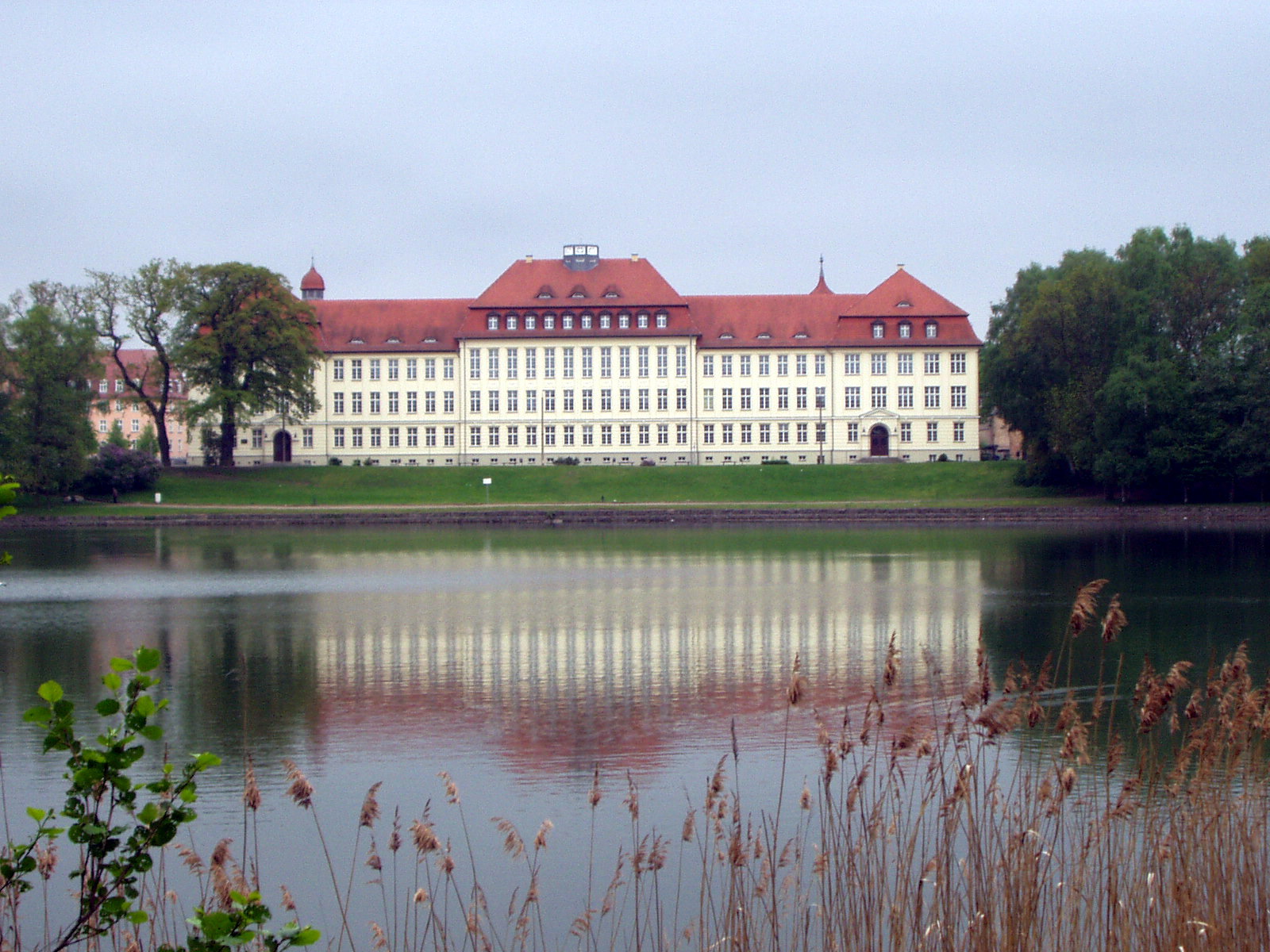
Gymnasium Carolinum am Glambecker See in Neustrelitz

Paul Schondorf wurde als Sohn des Komponisten und Großherzoglichen Musikdirektors Johannes Schondorf (1833–1912) in Güstrow geboren und aufgewachsen studierte Paul Schondorf an der Technischen Hochschule München und der Technischen Hochschule Braunschweig Architektur. In Braunschweig schloss er sich dem Corps Rhenania an, bei dem er im Sommersemester 1895 recipiert wurde. und dessen Frau Therese, geb. Brünslow (1845–1883), Buchhändlertochter aus Neubrandenburg, geboren.
Nach dem ersten Staatsexamen absolvierte er den Vorbereitungsdienst bei den Bauämter in Lübeck und Schwerin und trat 1902 nach bestandenem zweiten Staatsexamen im Landesbaudistrikt Güstrow als Regierungsbaumeister (Assessor) in den mecklenburgischen Staatsdienst. 1903 wurde er zum Vorsteher des Baudistrikts Dargun und 1911 zum Landbaumeister und Baudirektor im Staatsbaudistrikt Rostock befördert.
Im Juni 1912 wurde er zum Dezernenten für das Hochbauwesen in das Mecklenburg-Strelitzer Staatsministerium berufen und später vom Großherzog zum Ministerialrat und bautechnischen Mitglieds des Großherzoglichen Ministeriums in Neustrelitz ernannt. 1934 trat er in den Ruhestand und zog an den Bodensee, wo er bis zu seinem Tode 1949 lebte.
Seit seinem Eintritt in das Mecklenburg-Strelitzer Staatsministerium galt sein Streben der bautechnischen Verbesserung des Landes, insbesondere der Schulen, Domänen und Arbeiterwohnverhältnisse.
Eines seiner architektonischen Meisterwerke war das von 1923 bis 1925 nach seinen Plänen erbaute Neue Carolinum. Es galt bei seiner Einweihung durch den preußischen Kultusminister Carl Heinrich Becker als das modernste Schulgebäude Mecklenburgs.
Seit 1908 war Paul Schondorf Mitglied des Vereins für Mecklenburgische Geschichte und Altertumskunde.

## Werk
- Amtshaus in Röbel
- Kirche von Marihn bei Penzlin

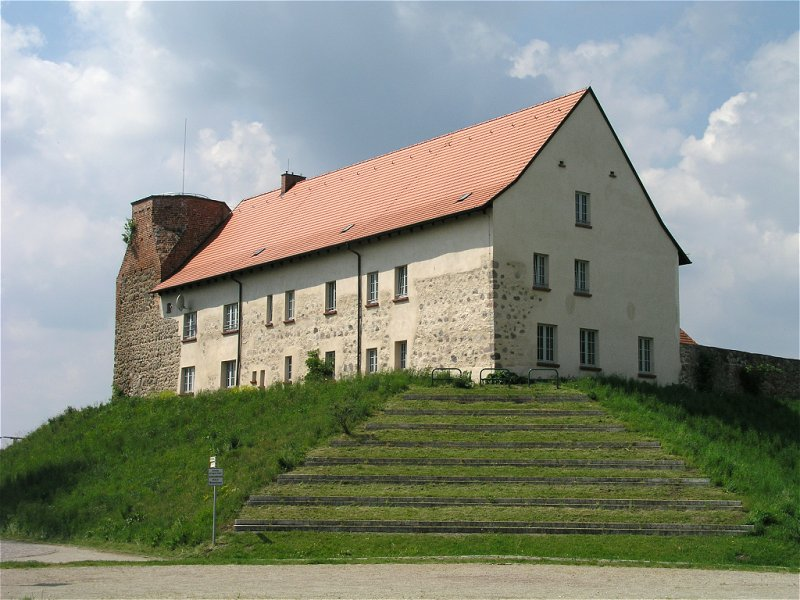
Wiederaufgebaute Burg Wesenberg

- Erweiterungs- und Hörsaalbauten im Anatomischen Institut der Universität Rostock
- Ausbau der Augenklinik an der Universität Rostock
- Neubau des Rettungshauses Bethanien in Neubrandenburg, das heutige Landesbauamt von Mecklenburg-Vorpommern
- Neubau des Großherzoglichen Palais (Parkhaus) in Neustrelitz
- Wiederaufbau der zerstörten Burg Wesenberg nach einem Brand 1918
- Umbauarbeiten an der Orangerie in Neustrelitz
- Entwurf für Schulen in Selmsdorf bei Schönberg
- Das Gymnasium Carolinum in Neustrelitz

## Auszeichnungen
- Zu Ehren von Paul Schondorf wurde am 3. September 2007 von der Stadt Neustrelitz eine Stele direkt vor dem Gymnasium Carolinum aufgestellt.[5]